# Prüfungsanforderung
Die berufliche Ausbildung in Deutschland erfolgt im dualen Ausbildungssystem auf Grundlage von Ausbildungsordnungen (betriebliche Ausbildungsteile) und Rahmenlehrplänen (schulische Ausbildungsteile) und endet mit der Abschluss- bzw. Gesellenprüfung (§ 31 HwO). In dieser Prüfung wird die berufliche Handlungsfähigkeit der Auszubildenden vom Prüfungsausschuss der zuständigen Stelle überprüft. Um einheitliche Qualitätsstandards in der Prüfung gewährleisten zu können, werden die Prüfungsanforderungen in der Ausbildungsordnung festgelegt.

## BIBB-Hauptausschussempfehlung
Der Hauptausschuss des Bundesinstituts für Berufsbildung (BIBB) hat im Januar 2007 Empfehlungen zur Vereinheitlichung von Prüfungsanforderungen in Ausbildungsordnungen verabschiedet.

### Ziel
Die Empfehlung dient zur Vereinheitlichung der Formulierungen von Ausbildungsordnungen hinsichtlich der Prüfungsziele, -gegenstände, -strukturen und -instrumente.

### Geltungsbereich
Die Empfehlung erstreckt sich auf die Regelungen der Prüfungsanforderungen für Zwischen-, Abschluss- und Gesellenprüfungen in konventioneller und gestreckter Form, einheitliche Begriffsfestlegungen und Beschreibungen möglicher Prüfungsinstrumente.
Sie ist Grundlage für die Arbeit in den Ordnungsverfahren der beruflichen Bildung in Deutschland. Betroffen sind alle dualen Ausbildungsberufe, die künftig neu geordnet oder modernisiert werden.

### Begriffsfestlegungen
Prüfungsbereich: Strukturelement zur Gliederung von Prüfungen, das sich an Tätigkeitsfeldern der Berufspraxis orientiert. Jeder Prüfungsbereich wird durch eine Beschreibung der nachzuweisenden Qualifikationen und die Angabe von Gebieten/Tätigkeiten näher bestimmt.
Prüfungsinstrument: Festlegung des Vorgehens der Prüfer und des Gegenstandes der Bewertung. Für jeden Prüfungsbereich sind in der Ausbildungsordnung Prüfungsinstrumente festzulegen, wobei auch Kombinationen möglich sind.
Fachrichtungen: Differenzierung des Ausbildungsberufes, die auf einzelne berufliche Aufgabenbereiche ausgerichtet ist. Für jede Fachrichtung sind eigenständige Prüfungsanforderungen festzulegen.
Schwerpunkte: Differenzierung des Ausbildungsberufes, die es ermöglicht, einen Teil der identischen Berufsbildpositionen mit unterschiedlichen Ausbildungsinhalten in unterschiedlichen Tätigkeitsfeldern zu absolvieren. Prüfungsbereiche und nachzuweisende Qualifikationen sind i. d. R. für alle Schwerpunkte identisch.
Wahlqualifikationen: Differenzierung des Ausbildungsberufes durch die Möglichkeit Qualifikationsbausteine nach Vorgaben individuell zu kombinieren. Je nach Art und Umfang der Wahlqualifikationen können hierfür eigenständige Prüfungsbereiche eingeführt werden oder innerhalb einheitlicher Prüfungsbereiche unterschiedliche Qualifikationen bzw. Gebiete/Tätigkeiten festgelegt werden.
Einsatzgebiete: Differenzierung des Ausbildungsberufes durch Berücksichtigung des betrieblichen Einsatzgebietes als thematische Grundlage der Prüfungsaufgaben. Einsatzgebiete sind keine inhaltliche-qualitative Differenzierung und finden somit keinen Niederschlag in unterschiedlichen Prüfungsanforderungen.

### Prüfungsinstrumente
Schriftliche Aufgaben: Der Prüfling bearbeitet schriftlich berufstypische Aufgaben. Bewertet werden die fachliche Richtigkeit der Lösungen, das Verständnis für fachliche Zusammenhänge und ggf. die Beachtung formaler Aspekte.
Fachgespräch: Der Prüfling beantwortet Fachfragen und erörtert fachliche Sachverhalte, in dem er die Probleme, Lösungen und Vorgehensweisen mündlich darstellt. 
- Fallbezogenes Fachgespräch: gesondertes, eigenständiges Prüfungsinstrument, mit eigenen Anforderungen und eigener Gewichtung, das vom gesamten Prüfungsausschuss abgenommen wird
- Auftragsbezogenes Fachgespräch: ergänzendes Prüfungsinstrument im Anschluss an den betrieblichen Auftrag oder die Anfertigung des Prüfungsprodukt; ohne eigene Gewichtung; wird i. d. R. vom gesamten Prüfungsausschuss abgenommen
- Situatives Fachgespräch: ergänzendes Prüfungsinstrument während der Arbeitsaufgabe; ohne eigene Gewichtung; wird i. d. R. nicht vom gesamten Prüfungsausschuss abgenommen

Gesprächssimulation: Der Prüfling agiert in einem Rollenspiel in seiner künftigen beruflichen Funktion. Der Prüfer übernimmt die Rolle des Kunden, Gastes, Mitarbeiters etc. Bewertet werden die fachliche und kommunikative Kompetenzen (z. B. Kundenorientierung, sprachlicher Ausdruck, Auftreten). Die Gesprächssimulation kann als eigenständiger Prüfungsteil, mit eigener Gewichtung durchgeführt werden und wird vom gesamten Prüfungsausschuss abgenommen.
Präsentation: Der Prüfling stellt in einem Vortrag einen berufstypischen Sachverhalt, berufliche Zusammenhänge oder Lösungen vorab gestellter Aufgaben dar und beantwortet ggf. auf den Vortrag bezogene Verständnisfragen. Bewertet werden fachliche und kommunikative Kompetenzen, die Form der Darstellung und der Einsatz von Präsentationstechniken. Die Präsentation kann als eigenständiger Prüfungsteil, mit eigener Gewichtung durchgeführt werden. Die Präsentation wird vom gesamten Prüfungsausschuss abgenommen.
Prüfungsprodukt/Prüfungsstück: Der Prüfling fertigt nach Vorgaben ein berufsspezifisches Produkt. Bewertet wird das Arbeitsergebnis. Während der Fertigung wird der Prüfling durch eine Person, die nicht Mitglied des Prüfungsausschusses sein muss, beaufsichtigt. Die Bewertung des Prüfungsproduktes/-stückes erfolgt durch den gesamten Prüfungsausschuss.
Arbeitsprobe: Der Prüfling führt eine berufstypische Aufgabe nach Vorgaben durch. Bewertet werden die Arbeits-/Vorgehensweise und das Arbeitsergebnis. Die Durchführung der Arbeitsprobe erfolgt in Anwesenheit des gesamten Prüfungsausschusses.
Betrieblicher Auftrag: Der Prüfling führt eine im Ausbildungsbetrieb anfallende berufstypische Arbeit im Betrieb bzw. beim Kunden durch. Die Arbeit wird vom Ausbildungsbetrieb vorgeschlagen und vom Prüfungsausschuss genehmigt. Anhand eines auftragsbezogenen Fachgespräches, einer Präsentation und/oder schriftlicher Aufgaben, aufgrund der Dokumentation, praxisbezogener Unterlagen und der Inaugenscheinnahme werden das Arbeitsergebnis, prozessrelevante Kompetenzen und die Vorgehensweise bewertet. Ist die Dokumentation Teil des berufstypischen Arbeitsergebnisses, kann eine eigenständige Bewertung erfolgen. Die Bewertung des Betrieblichen Auftrages erfolgt durch den gesamten Prüfungsausschuss.
Arbeitsaufgabe: Der Prüfling führt eine berufstypische Arbeit durch.
Die Arbeit wird vom Prüfungsausschuss entwickelt. Anhand eines situativen Fachgespräches, einer Präsentation und/oder schriftlicher Aufgaben, aufgrund der Dokumentation, praxisbezogener Unterlagen, der Beobachtung der Durchführung und der Inaugenscheinnahme werden das Arbeitsergebnis, prozessrelevante Kompetenzen und die Vorgehensweise bewertet. Ist die Dokumentation Teil des berufstypischen Arbeitsergebnisses, kann eine eigenständige Bewertung erfolgen.
Die Bewertung der Arbeitsaufgabe erfolgt durch den gesamten Prüfungsausschuss.